# TI-92シリーズ

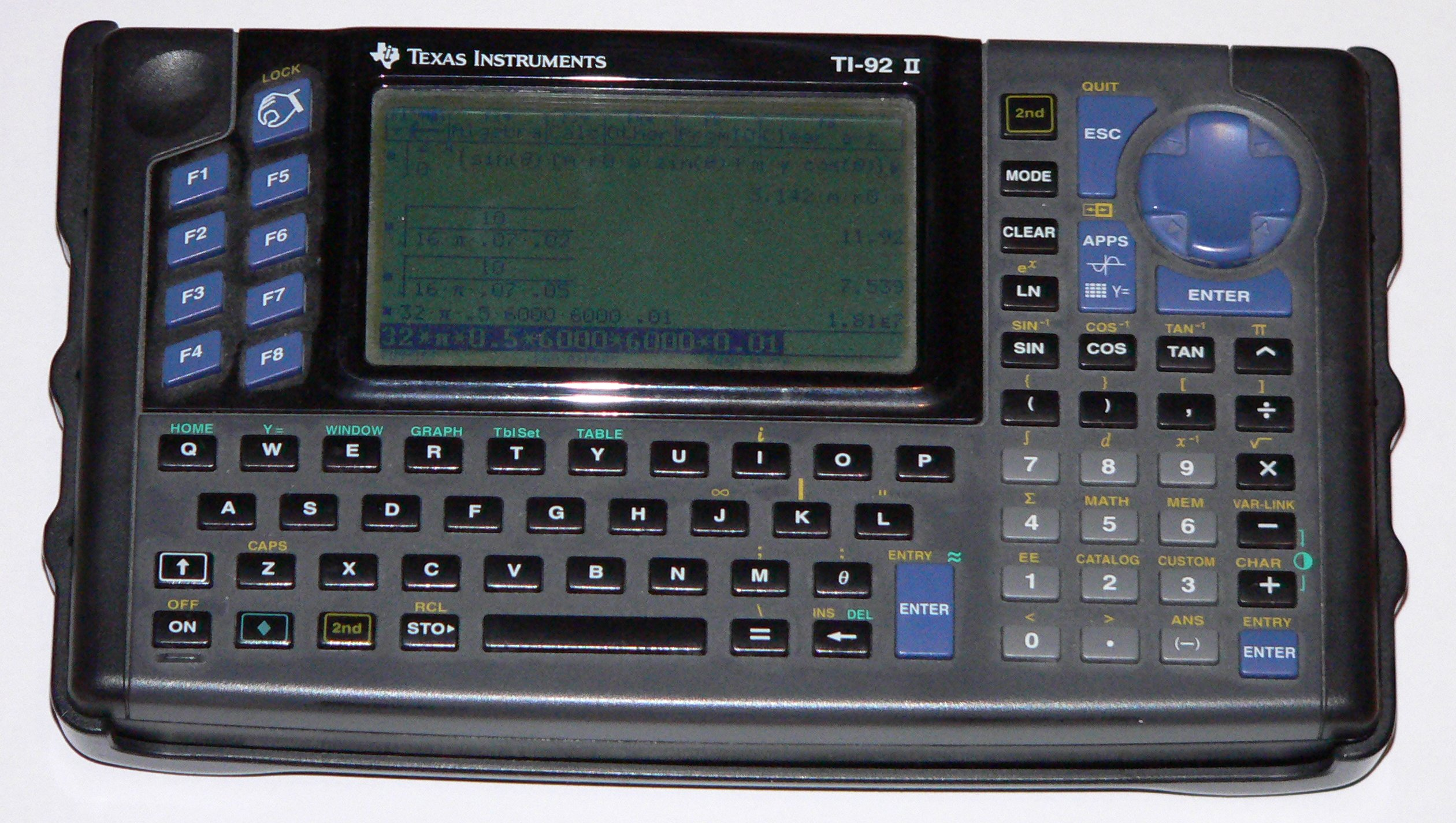
TI-92 II。TI-92の二倍のRAMを搭載したアップグレード版

TI-92電卓は、1995年にテキサス・インスツルメンツが発売したQWERTY配列のキーボードを備えた大型電卓である。このキーボードが理由で、アメリカのテスト機関は"電卓"ではなく"コンピュータ"と判断したことから、同様な機能のTI-89シリーズがSATなどに持ちこめる一方で、TI-92は使うことができない。TI-92はその後TI-92 plusへとアップグレードされ、Voyage200へと引き継がれた。

## オリジナル版：TI-92
プログラム可能な電卓であるTI-92は、テキサス・インスツルメンツが製造した中では最初に記号計算が可能になった電卓であり、DeriveTMに基づいた数式処理システムを備えていた。3次元グラフ表示を提供する初めての電卓の一つでもあった。主にQWERTY配列キーボードによって、ほとんどの標準テストでTI-92を使うことが認められなかった。また、大きめのサイズのため他のグラフ表示機能付き電卓と比較するとやや扱いにくい。テキサス・インスツルメンツはこれらの懸案事項に応え、TI-92とよく似た機能をもちながらフラッシュメモリの追加及びRAMの188KBへの強化、QWERTYキーボードを廃した小型のTI-89を発表した。その後まもなく、TI-89にQWERTYキーボードを加えたTI-92 Plusが後継機種となった。さらに、QWERTYキーボードを備えフラッシュメモリ容量を増強した、より小さくより軽いVoyage 200が発表された。TI-92は、TIやそのディーラーでは既に売られておらず、店頭で入手することは大変困難である。

## TI-92 Plus
TI-92 Plus（またはTI-92+）は、ソフトウェアの面でほとんど同一であるTI-89の発表から間もなく、フラッシュメモリを欠いた先代のTI-92と同様の外観で1998年に発売された。メモリの増強に加え、初めてTI-89で採用され見やすくなった"黒"のくっきりしたスクリーンも特徴であった。
2002年以降TI-92 PlusはVoyage 200が後継機種となり、TIやそのディーラーでは既に販売されていない。

## Voyage 200

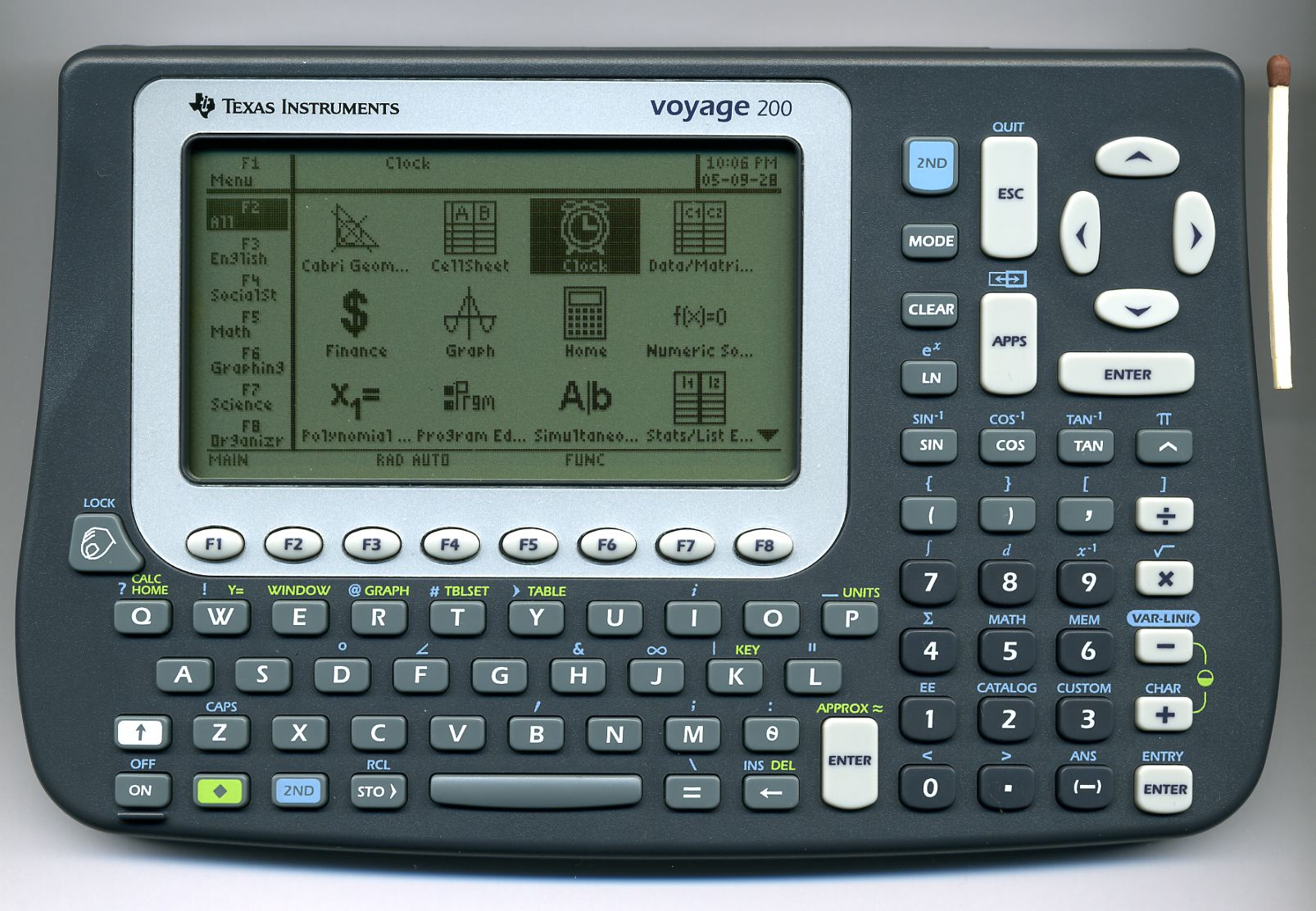
Voyage 200.

Voyage 200（またはV200、Voyage 200 PLT）は2002年に、TI-92 Plusの後を継いで発表された。TI-92 Plusでは702KBであったフラッシュメモリは2.7MBへと増強されたのが唯一のハードウェア改善である。いくぶん小さくなり、丸みを帯びたケースデザインも特徴である。 
先代と同様にVoyage 200は、一つのグラフに複数の関数プロット、数列表現と同様、パラメータ表現、極座標、3D、微分形式の方程式のグラフ化をサポートした高度な電卓である。数式処理システムは、Deriveの機能削減版をベースとしている。代数と微積をこなす機能に加え、Voyage 200はリスト、スプレッドシート、データ処理アプリケーションが同梱されており、多数の標準的な関数の曲線あてはめ及び他の統計解析処理が可能である。専用に記述されたプログラムと同じく、TI-89やTI-92のため書かれたほとんどのプログラムも走らせることができる。ゲームから対話的な元素周期律表まで広がる、非常に数多くのアプリケーションをオンラインで発見できる。
V200は大柄な筐体と完全なQWERTYキーボード - アメリカでのACTやSATなど多くの試験で使用する電卓として不適格とされる特徴である - のため、PDAや小型コンピュータと間違えやすい。TI-89 Titaniumは、より小さな体裁でほとんど同一の機能を提供している。
Voyage 200はTI認定のディーラーを通して入手可能であり、価格はアメリカドルで約$170である。

## 特徴
|                                    | TI-92   | TI-92 Plus | Voyage 200 |
| ---------------------------------- | ------- | ---------- | ---------- |
| ユーザが利用可能なRAM              | 68 KB   | 188 KB     | 188 KB     |
| ユーザが利用可能なフラッシュメモリ | なし    | 702 KB     | 2.7 MB     |
| ディスプレイ（画素）               | 240×128 | 240×128    | 240×128    |
| 発売開始時期                       | 1995年  | 1998年     | 2002年     |

注記：オフィシャルページではTI-92 Plusのユーザが利用可能なフラッシュメモリ量が702KBであるとするが、他の情報源では388Kとなっている。これは、差分である314KBを消費するGeometer's Sketchpadのあらかじめインストールして発売されたTI-92+による。